# 레이 산티아고

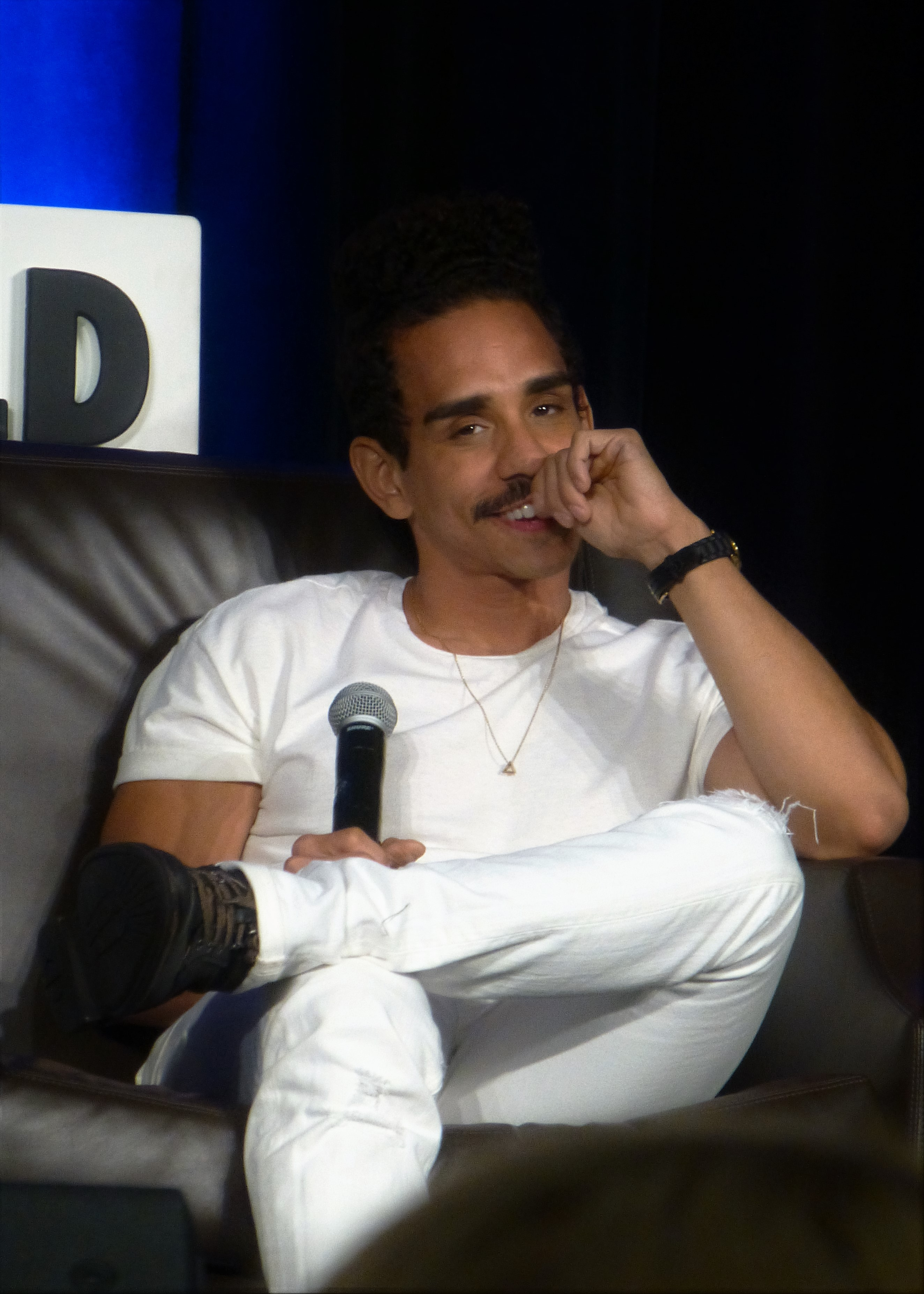

레이 샌티아고(Ray Santiago, 1984년 6월 9일 ~ )는 미국의 배우이다.
브롱크스에서 태어났다.

## 출연 작품
- 러브 인 뉴욕 (2015년) - 리코 역
- 데이트 앤 스위치 (2014년)
- 서버번 고딕 (2014년)
- 위드아웃 맨 (2011년)
- 인 타임 (2011년) - 빅타 역
- 500mg 오브 썸딩 (2010년)
- 레디 오어 낫 (2009년)
- 엔드리스 범머 (2009년)
- 아메리칸 선 (2008년)
- 새스콰치 갱 (2006년)
- 더티 디즈 (2005년)
- 미트 페어런츠 2 (2004년) - 조르게 빌라로보스 역
- 브링잉 레인 (2003년)
- Piñero (2001)
- 걸파이트 (2000년) - 타이니 역

### 텔레비전
- 덱스터 (2008)
- 레이징 호프 (2010-11)
- 터치 (2013)
- 애쉬 vs 이블 데드 (2015-18)